# Штремме, Христофор Конрад
Христофор Конрад Штремме (эст. Cristoph Conrad Stremme; 1806—1877) — немецкий архитектор и педагог, доктор философии, экстраординарный профессор гражданской архитектуры в Императорском Дерптском университете.

## Биография
Христофор Конрад Штремме родился 29 июня 1806 года в городе Ганновере. По окончании курса гимназии в Гильдесгейме он некоторое время изучал строительное искусство у одного архитектора в Ганновере и затем поступил в Берлинскую академию художеств, где пробыл три с половиной года. 
В 1831 году Штремме занял место помощника архитектора при королевской ганноверской строительной комиссии, получил затем по конкурсу первую премию за лучший план арсенала в Ганновере и почетный отзыв за план здания биржи в Гамбурге, а в 1839 году был назначен королевским придворным строительным кондуктором в Ганновере. 
Когда в 1841 году, после ухода Бориса Семёновича Якоби из Дерптского университета, там освободилась кафедра гражданской архитектуры, то совет, принимая во внимание прекрасные отзывы различных учреждений о работах Штремме, избрал его 25 февраля на место Якоби, хотя он и не имел докторской степени, необходимой для замещения этой кафедры. Назначение Штремме было утверждено 27 мая 1841 года. Перед отъездом в Россию Штремме защитил в Гиссенском университете диссертацию: «Die Beziehungen der Architectur zur Civilisation» и получил степень доктора философии. 
Осенью 1841 года Христофор Конрад Штремме прибыл в Дерпт и приступил к чтению лекции, а в следующем году он стал также составлять планы и сметы для различных университетских построек. После того, как 29 декабря 1848 года последовало Высочайшее повеление о замене должности экстраординарного профессора строительного искусства должностью университетского архитектора, вследствие маловажности курса строительного искусства для университетского преподавания и необходимости иметь лицо с более практической подготовкой для заведования университетскими постройками, Х. К. Штремме был уволен со службы. 
В 1852 году Христофор Конрад Штремме отправился в Новый Свет, некоторое время работал чертёжником в Сан-Антонио и уже не покидал штат Техас до самой кончины 7 сентября 1877 года.